# Betsabé Páez
Betsabé Eloisa Páez (ur. 27 października 1993) – argentyńska lekkoatletka specjalizująca się w skoku wzwyż, medalistka mistrzostw Ameryki Południowej i mistrzostw ibero-amerykańskich.

## Przebieg kariery
W 2008 została mistrzynią Ameryki Południowej U-18, rok później zaś wywalczyła srebrny medal mistrzostw kontynentu U-20. W 2010 roku jedyny raz w karierze wystąpiła na igrzyskach olimpijskich młodzieży, nie zdobywając przy tym medalu.
W 2011 osiągnęła największy sukces na mistrzostwach Ameryki Południowej seniorów, zdobywając srebrny medal. W kolejnych latach startów wywalczyła kolejne dwa brązowe medale mistrzostw kontynentu (w 2015 oraz 2019 roku). W 2020 zaś została brązową medalistką pierwszych w historii halowych mistrzostw Ameryki Południowej.
W latach 2009, 2010, 2014, 2018 i 2019 wywalczyła pięć tytułów mistrzyni kraju.

## Osiągnięcia
| Rok     | Zawody                                             | Miasto        | Miejsce | Wynik  |
| ------- | -------------------------------------------------- | ------------- | ------- | ------ |
| 2008    | Mistrzostwa Ameryki Południowej juniorów młodszych | Lima          | 1.      | 1,72   |
| 2009    | Mistrzostwa świata juniorów młodszych              | Bressanone    | 15. H   | 1,60   |
| 2009    | Mistrzostwa Ameryki Południowej juniorów           | São Paulo     | 2.      | 1,73   |
| 2009    | Mistrzostwa panamerykańskie juniorów               | Port-of-Spain | 4.      | 1,73   |
| 2010    | Mistrzostwa ibero-amerykańskie                     | San Fernando  | 5.      | 1,80   |
| 2010    | Mistrzostwa świata juniorów                        | Moncton       | 11. H   | 1,74   |
| 2010    | Igrzyska olimpijskie młodzieży                     | Singapur      | 6.      | 1,79   |
| 2010    | Mistrzostwa Ameryki Południowej juniorów młodszych | Santiago      | 1.      | 1,75 = |
| 2011    | Mistrzostwa Ameryki Południowej                    | Buenos Aires  | 2.      | 1,77   |
| 2011    | Mistrzostwa panamerykańskie juniorów               | Miramar       | 4.      | 1,77   |
| 2014    | Mistrzostwa ibero-amerykańskie                     | São Paulo     | 2.      | 1,75   |
| 2014    | Młodzieżowe mistrzostwa Ameryki Południowej        | Montevideo    | 3.      | 1,76   |
| 2015    | Mistrzostwa Ameryki Południowej                    | Lima          | 3.      | 1,76   |
| 2019    | Mistrzostwa Ameryki Południowej                    | Lima          | 3.      | 1,75   |
| 2020    | Halowe mistrzostwa Ameryki Południowej             | Cochabamba    | 3.      | 1,73   |
| Źródło: |                                                    |               |         |        |

## Rekordy życiowe
Rekord życiowy zawodniczki to 1,81 m i został ustanowiony 23 listopada 2016 w Rosario, natomiast halowy rekord to 1,73 m i został przez nią ustanowiony 2 lutego 2020 w Cochabambie.